# Niviventer rapit
Niviventer rapit is een knaagdier uit het geslacht Niviventer dat voorkomt in de bergen van Borneo, tot op 3360 m hoogte. In oudere indelingen worden veel van de West-Indonesische vormen van Niviventer, zoals N. fraternus uit Sumatra, N. lepturus uit Java, N. cameroni uit Malakka en de lokale vormen van Niviventer fulvescens uit de laaglanden van Malakka, Sumatra en Java, ook tot N. rapit gerekend, maar volgens nieuw onderzoek is N. rapit niet nauw verwant aan ook maar een van deze soorten en vormt het een groep op zichzelf binnen Niviventer. Deze soort heeft een lange staart die eindigt in een soort borstel, korte kiezen, kleine bullae en korte en brede foramina incisiva.